# II Państwowe Liceum i Gimnazjum im. Mikołaja Kopernika w Samborze
II Państwowe Liceum i Gimnazjum im. Mikołaja Kopernika w Samborze – polska szkoła z siedzibą w Samborze w okresie II Rzeczypospolitej, od 1938 o statusie gimnazjum i liceum ogólnokształcącego.

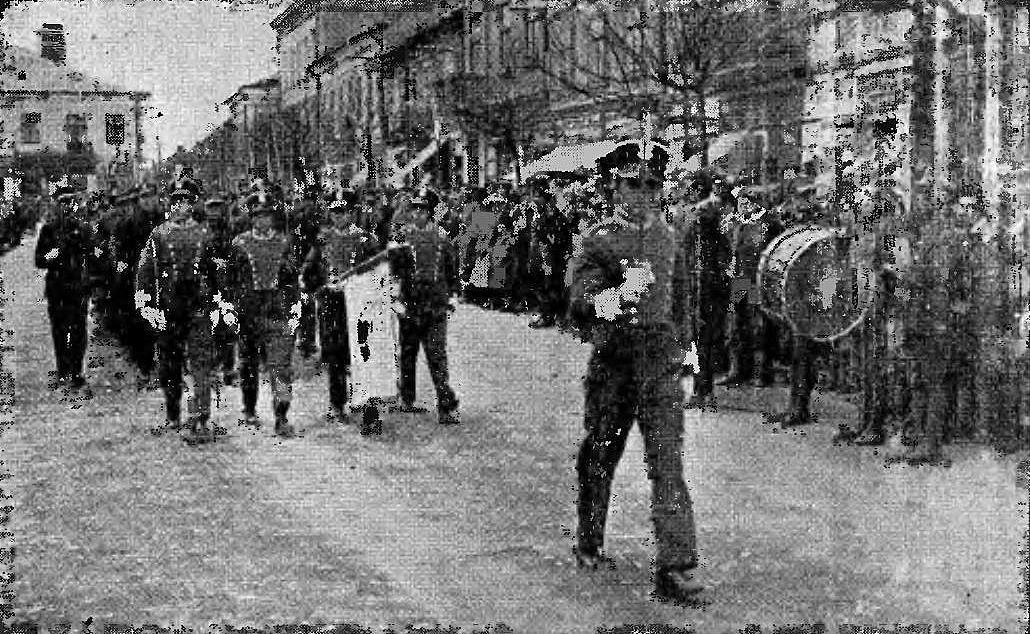
Uczniowie II Gimnazjum ze sztandarem szkoły podczas defilady w Święto Konstytucji 3 Maja w 1933

## Historia
Gimnazjum zostało założone w okresie zaboru austriackiego na mocy reskryptu C. K. Ministerstwa Wyznań i Oświaty z 31 sierpnia 1911 jako zakład samoistny pod nazwą „Filia C. K. Gimnazjum w Samborze” (będącego szkołą typu klasycznego).
Po zakończeniu I wojny światowej oraz odzyskaniu przez Polskę niepodległości i nastaniu II Rzeczypospolitej szkołę przemianowano na II Państwowe Gimnazjum im. Mikołaja Kopernika w Samborze, prowadzone w typie matematyczno-przyrodniczym. W 1926 w Gimnazjum było osiem klas z 13 oddziałami, w których uczyło się łącznie 411 uczniów płci męskiej oraz 22 uczennic. W latach 30. Gimnazjum działało w dwupiętrowym budynku, wynajmowanym przez Skarb Państwa.
Zarządzeniem Ministra Wyznań Religijnych i Oświecenia Publicznego Wojciecha Świętosławskiego z 23 lutego 1937 „II Państwowe Gimnazjum im. Mikołaja Kopernika w Samborze” zostało przekształcone w „II Państwowe Liceum Gimnazjum im. Mikołaja Kopernika w Samborze” (państwową szkołę średnią ogólnokształcącą, złożoną z czteroletniego gimnazjum i dwuletniego liceum), a po wejściu w życie tzw. reformy jędrzejewiczowskiej szkoła miała charakter męski, a wydział liceum ogólnokształcącego był prowadzony w typie matematyczno-fizycznymq. Do 1939 szkoła mieściła się pod adresem ul. Jana III Sobieskiego 10.

## Dyrektorzy
- Ludwik Sroczyński (kierownik, 9 IX 1911 – )[2][8]
- Piekarski[2]
- Dobrzański[2]
- Wawrzyniec Borek (1922[9] – 3 II 1932; zmarł 6 III 1932)[2][10]
- Edward Ekert (p.o. kierownika 3 II – 1 IV 1932, kierownik 5 IV 1932 –)[11]
- Robert Plocek (p.o. dyrektora 3 IX 1932 –, dyrektor 19 VIII 1933 –)[12][13]

## Nauczyciele
- Stanisław Cebula
- Edward Ekert
- ks. Bartłomiej Krukar

## Uczniowie i absolwenci
Absolwenci
- Jan Nałęcz-Koniuszewski – oficer (1912)
- Jan Serafin – oficer (1934)
- Jerzy Skoczyński – oficer (1928)

Uczniowie
- Jan Dychdalewicz – samorządowiec
- Józef Drotlew – oficer
- Władysław Witrylak – harcerz, oficer